# Pfarrkirche Lockenhaus

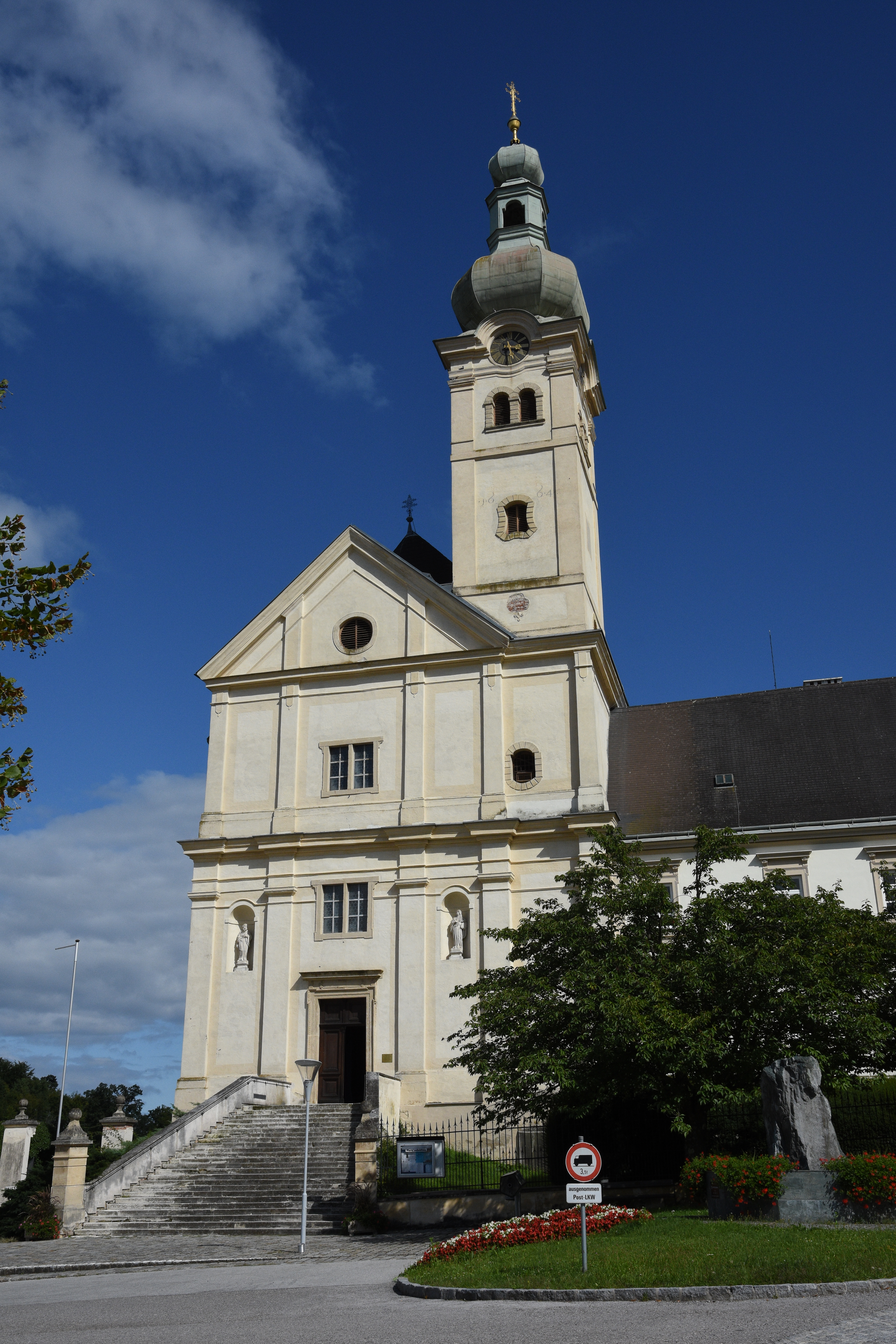
Katholische Pfarr- und Wallfahrtskirche hl. Nikolaus in Lockenhaus, angebaut das ehemalige Augustiner-Eremiten-Kloster Lockenhaus

Die römisch-katholische Pfarrkirche Lockenhaus steht in der Marktgemeinde Lockenhaus im Bezirk Oberpullendorf im Burgenland. Die den Heiligen Nikolaus von Myra und Nikolaus von Tolentino geweihte Pfarrkirche und Wallfahrtskirche steht baulich mit dem ehemaligen Augustiner-Eremiten-Kloster verbunden weithin sichtbar etwas erhöht am Hauptplatz der Marktgemeinde. Die Kirche steht unter Denkmalschutz. 

## Geschichte
1316 wurde ein Franziskanerkloster gegründet und 1532 zerstört. 1655 wurde vom Besitzer der Herrschaft Lockenhaus Graf Franz III. Nádasdy der Bau des Augustiner-Eremiten-Klosters und der barocken Pfarrkirche gestiftet. Die Ausführung erfolgte durch den italienischen Maurermeister Pietro Orsolini aus Mailand. Die Grundsteinlegung erfolgte am 2. Juli 1656. Nach einer längeren Bauunterbrechung wegen der in den Seitenmauern aufgetretenen Sprünge wurde das Kirchengebäude im Jahr 1669 fertiggestellt und am 15. September geweiht.

## Architektur

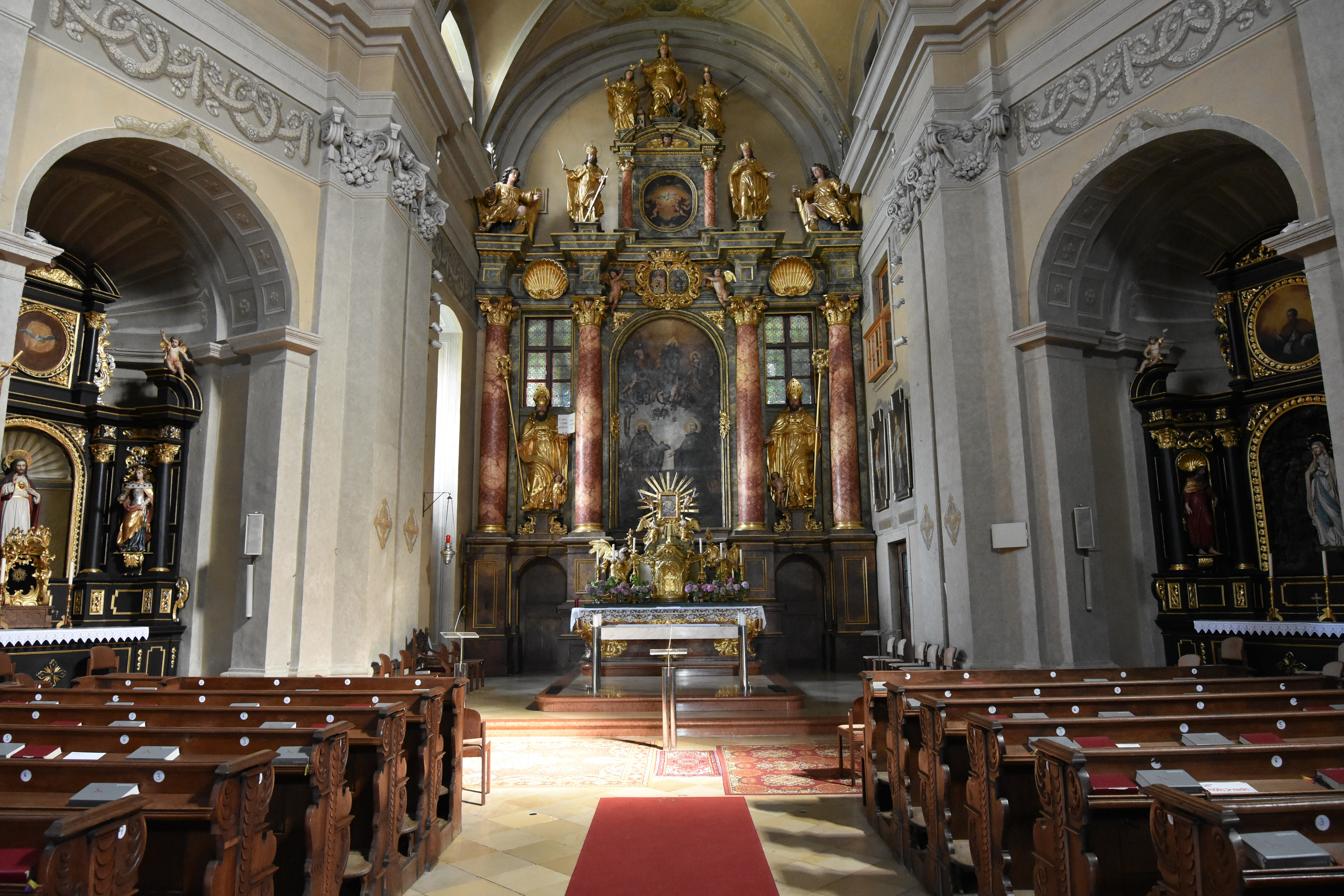
Innenraum zum Chor, Nischenkapellen in der Schräge

Die frühbarocke Kirche hat einen Grundriss eines langgestreckten Griechischen Kreuz mit einem untypischen großen zentralen Raum. An den Ecken des Kreuzes befinden sich in der eingezogenen Schräge vier halbrunde Nischenkapellen, welche nördlich sichtbar an der Fassade hervortreten, und südlich in der Klostermauer nicht sichtbar verbaut sind. Der Chor einen geraden Schluss. Dahinter steht die quer gestellte Sakristei. Eine breite Freitreppe führt zur dreigeschoßigen Giebelfassade mit zwei steinernen Nischenfiguren und dem Doppelwappen Nádasdy-Esterházy. Südlich ist ein viergeschoßiger Turm mit Zwiebelhelm angebaut. Überwölbt ist die Kirche im Emporenjoch und Chorjoch mit Tonnen mit Stichkappen, zur Mitte bei den Nischenkapellen steigt das Tonnengewölbe auf, und im Mitteljoch ist ein Kreuzgratgewölbe. Im Mitteljoch gibt es kurze Querarme mit Schildbogen. Das Kirchenschiff hat ein mächtiges profiertes verkröpftes Hauptgesims. Die ionischen Pilasterkapitelle haben Stuckdekor. Die Empore über einem Tonnengewölbe hat eine gerade Brüstung und zeigt die Inschrift Erectum 1656 Renovatum 1913. Die Wandmalerei der Kirche zeigt eine scheinplastische Dekoration an den Gurten und Gewölben und zeigt zwei figurale Deckenbilder aus 1913. Unter der Empore ist links die Antoniuskapelle mit einem bemerkenswerten Schmiedeeisengitter um 1700.

## Ausstattung

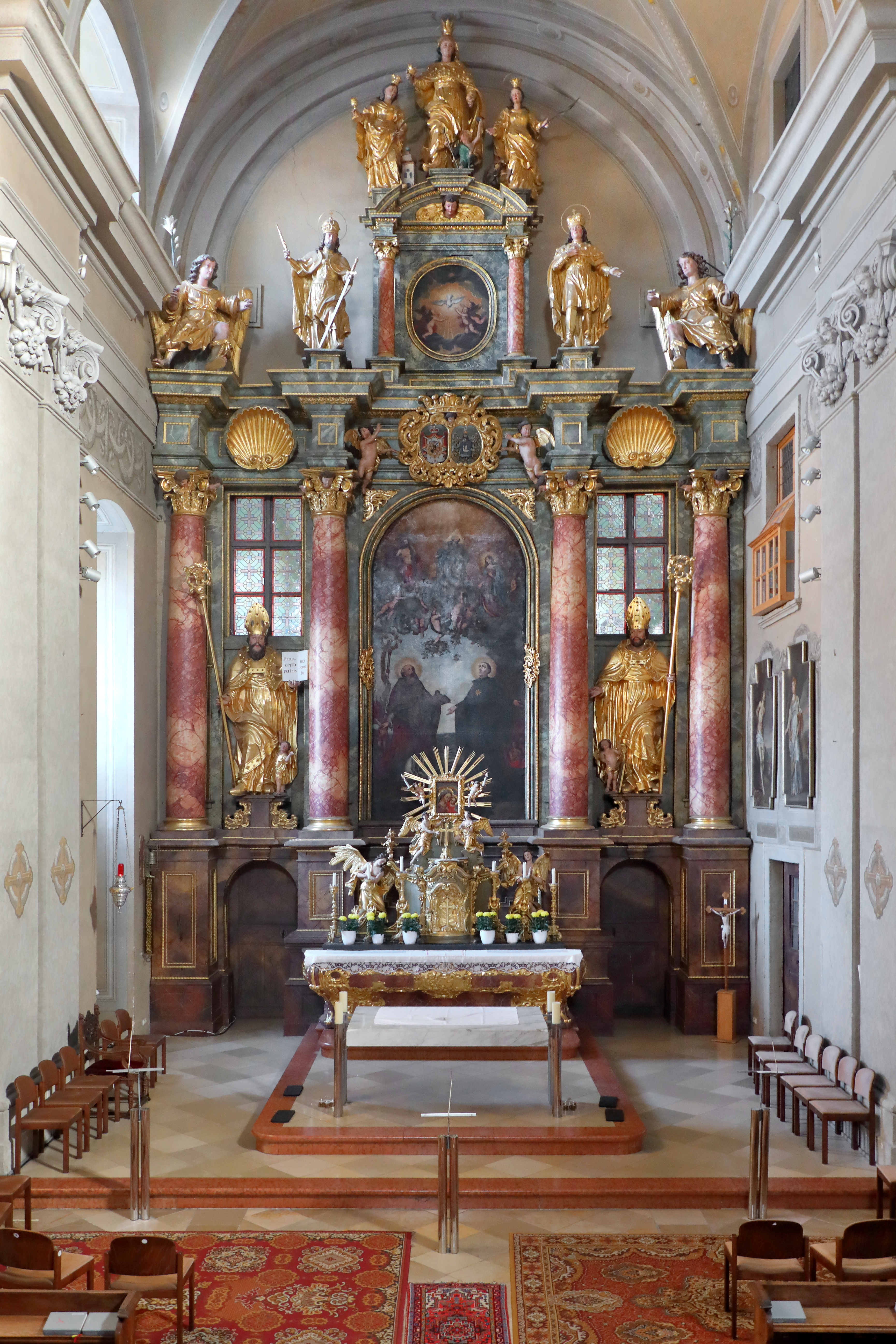
Hochaltar mit einem Altarbild aus dem Jahre 1675

Der Hochaltar aus 1656 bildet einen frontalen dreigeschoßigen Aufbau über die ganze Chorwand. Das mittige Altarbild zeigt die Heiligen Nikolaus von Bari und Nikolaus von Tolentino, gemalt von Georg Kéry (1675). Über den Opfergangsportalen stehen die Figuren der Heiligen Augustinus von Hippo und Thomas von Villanova jeweils zwischen korinthischen Säulen. Über dem Gesims stehen die Figuren der heiligen Könige Stephan und Ladislaus und Engel. Auf dem Aufsatz stehen die Figuren Barbara, Katharina und Elisabeth und das Doppelwappen Nádasdy-Esterházy. Vergoldete Zierate sind Zutaten des Rokoko. Der freistehende Tabernakel mit dem Gnadenbild Mutter vom guten Rat mit Engelsfiguren ist aus dem 3. Viertel des 18. Jahrhunderts.
Die schwarzen Seitenaltäre mit akanthusgeschmücktem Aufsatz in den östlichen Nischen tragen links zwei weiblichen Heiligenfiguren um 1660, und rechts die Figuren Joachim und Anna um 1675. Die Seitenaltäre in den westlichen Nischen zeigt links das Ölbild Donatus aus 1723 und Figuren von Ordensheiligen und oben eine plastische Ölberggruppe, und rechts die Figuren Georg und Florian mit dem Altarbild Johannes Nepomuk. Der Seitenaltar im nördlichen Querarm hat eine Mensa mit Reliquiaren und über die ganze Wand eine Stuckdekoration mit dem Ölbild Mariae als Regina Hungariae aus 1912. Der Seitenaltar im südlichen Querarm trägt eine plastische Kreuzigungsgruppe aus dem 3. Viertel des 17. Jahrhunderts, die Fassung und die gemalte Landschaft ist aus dem Ende des 19. Jahrhunderts.
Die Kanzel aus dem 3. Viertel des 18. Jahrhunderts trägt am Korb die Sitzfiguren Moses und Johannes der Täufer und als Relief Jonas und der Walfisch. An der Rückwand ist das Relief Sämann. Auf dem Schalldeckel sind drei Frauenfiguren Glaube Liebe Hoffnung und reiche Rokoko-Ornamentik.
Zwei barocke Figuren Rochus und Sebastian hängen an den Chorpfeilern. Zwei Ölbilder aus dem 3. Viertel des 17. Jahrhunderts über der Sakristeitüre zeigen die Heiligen Sebastian und Katharina, angeblich mit den Zügen von Franz Nádasdy und Anna Juliana Esterházy. Der Beichtstuhl ist mit 1706 bezeichnet.

## Orgel

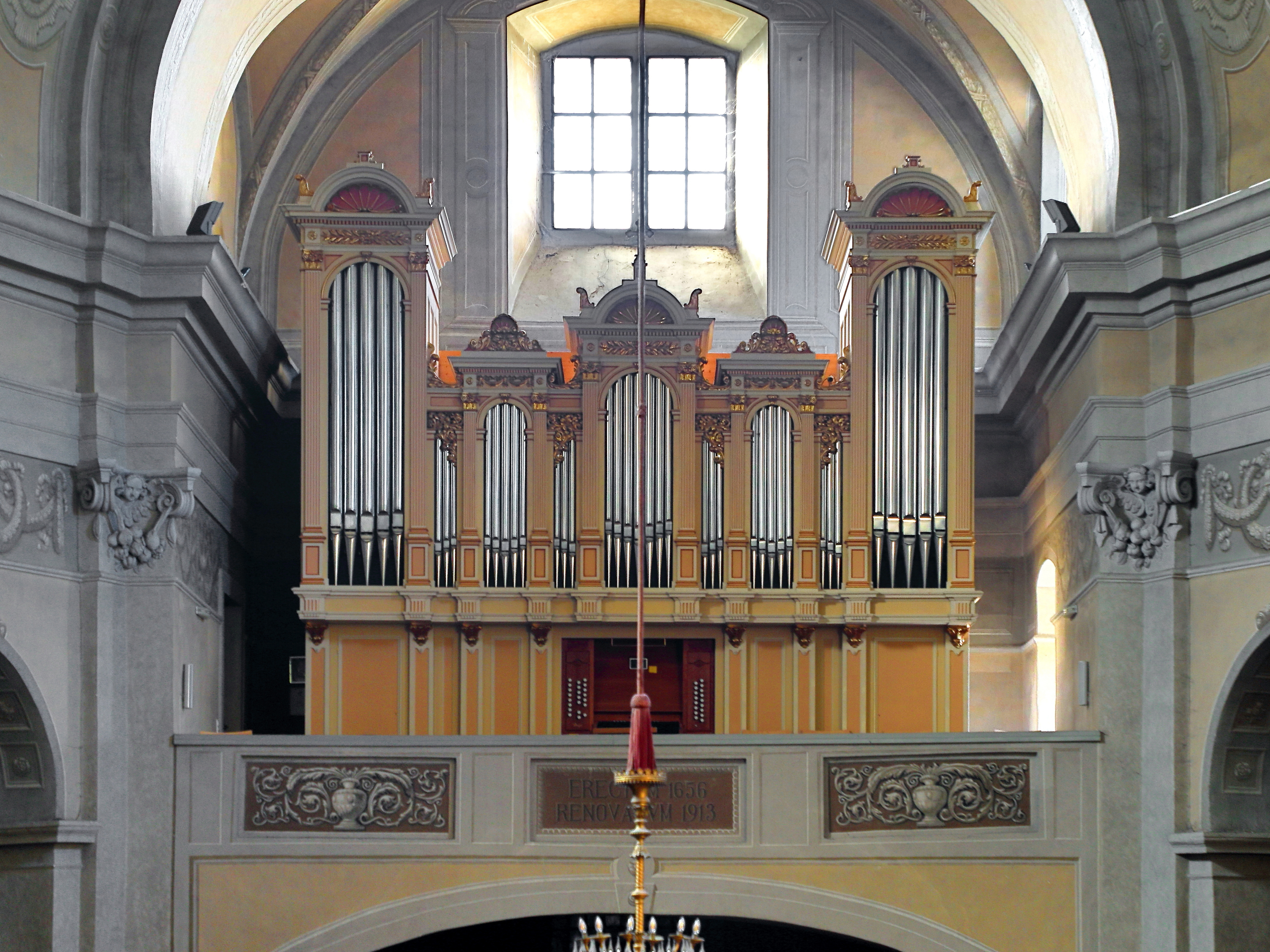
Größte Orgel Burgenlands; Neubau unter teilweiser Verwendung des Gehäuses der Vorgängerorgel und am 28. Juni 2003 feierlich geweiht

Im Jahre 2003 erhielt die Pfarrkirche mit der Stifterin Gräfin Elisabeth von Enzenberg-Esterházy (1931–2009) eine von Rieger Orgelbau gebaute neue Orgel mit 35 Registern auf zwei Manualen und Pedal.
Dabei wurde Sh'ma Israel auf Pergament geschrieben von Johana Baron, welche seit 1938 in London lebt, und 1914 als Jonka Stössel in Lockenhaus geboren wurde, hinterlegt, was an die vertriebenen und vernichteten Juden von Lockenhaus erinnert.

## Glocken
Eine Glocke ist mit 1539 bezeichnet. Eine Glocke goss Balthasar II. Herold 1669 in Wien, sie hat einen Durchmesser von 98 cm und ist ca. 600 kg schwer.

## Krypta

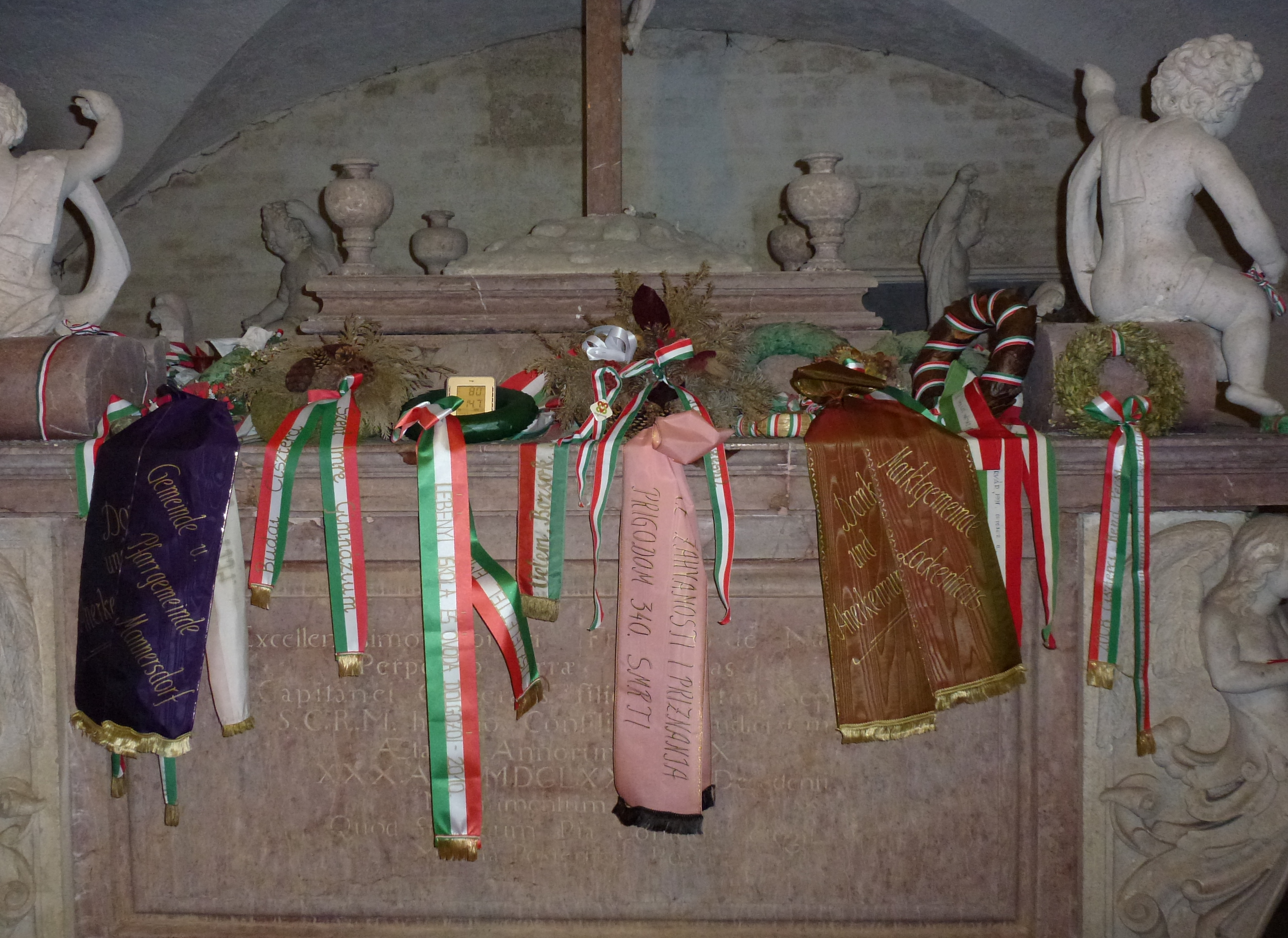
Grabmal in der Krypta

Unter der Empore rechts ist der Abgang zur Grablege der Familien Nádasdy und Draskovich in der Unterkirche, gemeinsam mit den Grabstätten der ehemaligen Augustiner-Eremiten. Unter den hier bestatteten Familienmitgliedern ist besonders Franz III. Nádasdy hervorzuheben. Der niedrige dreischiffige Raum hat ein Kreuzgratgewölbe und zeigt im Chor die Wandmalerei Totentanz aus 1772. Der Altar zeigt ein Bild aus 1704 der wundertätigen Maria nach der Brunnen-Legende.